# Raymond J. Saulnier
Raymond Joseph Saulnier (* 20. September 1908 in Hamilton, Massachusetts; † 30. April 2009 in Chestertown, Maryland) war ein US-amerikanischer Wirtschaftswissenschaftler und Hochschullehrer, der unter anderem von 1956 bis 1961 Vorsitzender des Council of Economic Advisers war und der als Hundertjähriger starb.

## Leben
Nach dem Schulbesuch studierte Saulnier zuerst am Middlebury College und erwarb dort 1929 einen Bachelor of Science, ehe er ein anschließendes Studium am Tufts College 1931 mit einem Master of Arts (M.A.) abschloss. Danach übernahm er von 1934 bis 1938 eine Professur für Wirtschaftswissenschaften an der Columbia University in New York City und erwarb dort 1939 auch einen Philosophiae Doctor (Ph.D. Economics) mit einer Arbeit zum Thema Contemporary Monetary Theory (1938).
Anschließend wurde er 1938 Professor am Barnard College in Manhattan, lehrte dort bis 1973 und war zeitweise auch Trustee des Middlebury College.
Neben seiner Lehrtätig war er zunächst von 1938 bis 1946 Forschungswissenschaftler am National Bureau of Economic Research (NBER) und im Anschluss bis 1954 dessen Forschungsdirektor. Zugleich war er von 1950 bis 1952 Berater des Federal Reserve Systems sowie von 1951 bis 1952 Präsident der American Finance Association, einer 1939 gegründeten wissenschaftlichen Organisation zur Erforschung und Verbreitung der Erkenntnisse zur Finanzwirtschaft.
Nachdem er von 1952 bis 1953 Berater des Council of Economic Advisers war, wurde er 1955 dessen Mitglied. Anschließend war er zwischen 1956 und 1961 Vorsitzender des Council of Economic Advisers und damit einer der engsten wirtschaftspolitischen Ratgeber von US-Präsident Dwight D. Eisenhower. Zeitgleich war er von 1959 bis 1961 Direktor der damaligen staatlichen Hypothekenbank Federal National Mortgage Association.
Später war er neben seiner Tätigkeit als Professor von 1965 bis 1975 Gouverneur der American Stock Exchange (AMEX) sowie zugleich zwischen 1969 und 1977 Berater des US-Finanzministeriums. Darüber hinaus war er später zwischen 1976 und 1979 Mitglied des Verbraucherberatungsgremiums des Federal Reserve Systems sowie zuletzt von 1978 bis 1980 Gouverneur der Warenbörse American Commodities Exchange.

## Werke (Auswahl)
- Constructive Years: The U. S. Economy Under Eisenhower, University Press of America, 1991.